# Civilité
La civilité ou savoir-vivre est un ensemble de règles de vie en communauté telles que le respect d'autrui, la politesse ou le respect 
La civilité (représentant un titre de civilité) est aussi un mot qui peut se placer avant le nom propre d'une personne pour indiquer son sexe, sa position sociale, sa qualité ou sa fonction : « Monsieur », « Madame », « Mademoiselle », « Docteur », « Général », « Comte », « Ingénieur général », « Préfet », « Professeur », « Monseigneur », « Sœur », « Commissaire », etc. Les civilités peuvent se composer : « Monsieur l'Ingénieur général ». Faisant partie du nom propre, elle porte une majuscule. La civilité peut être utilisée seule et jouer le rôle d'un pronom : « J'ai vu Mademoiselle », « Le Général vous a convoqué ».

## Définition
Selon Dominique Picard, professeur émérite de psychologie sociale à l'Université Paris XIII, les termes de « politesse » et de « savoir-vivre » peuvent être considérés comme des synonymes et définis comme « un ensemble de règles proposant des modèles de conduite adaptés aux différentes situations sociales ».
En effet, l'usage et les dictionnaires les définissent parfois de façon différente, mais pas tous de la même façon. Si bien qu'en mettant côte-à-côte les différentes définitions, on peut indifféremment utiliser l'un des deux termes pour une même définition.
Pourtant, les deux mots continuent de coexister et cela s'explique par le côté ambigu de l'image véhiculée par la politesse (ou le savoir-vivre). D'un côté, la politesse est ressentie comme un acte de convivialité et de respect nécessaire ; et d'un autre comme une hypocrisie qui pousse à faire semblant : d'être content de rencontrer ses partenaires, de les trouver intéressants, de trouver belles les femmes, d'être satisfait du cadeau qu'on reçoit ou du repas qu'on vous sert, etc.
La politesse véhicule donc à la fois une image très positive et une image très négative. Conserver deux termes différents permet de séparer ces deux pôles et de reporter sur l'un les aspects positifs et sur l'autre les aspects négatifs. Ainsi, selon certaines époques de l'histoire, le savoir-vivre n'est qu'un ensemble de règles désuètes, artificielles et circonscrites dans le milieu bourgeois, alors que la politesse est fondée sur le respect et la reconnaissance des autres. On trouve toutefois le même sens aux deux termes chez d'autres auteurs ou dictionnaires,,, bien que certains fassent aussi la distinction avec la politesse du cœur, à l'instar de Christiane Collange.
Historiquement, le clivage entre ces deux termes a également existé entre les mots de « civilité » et de « politesse ». Aujourd'hui, le terme de civilité n'est que peu usité, tandis que son contraire, l'incivilité, apparaît beaucoup plus souvent dans le langage courant. Selon les situations et le contexte, on lui oppose la politesse ou le respect (mot qui fait actuellement une percée pour représenter l'aspect positif de la politesse ou du savoir-vivre).
Les manuels qui présentent les règles en usage utilisent quasi-unanimement le terme de « savoir-vivre ».
Le civisme est la traduction du savoir-vivre dans le domaine politique.
Selon François Ascher, « la civilité est la capacité d'observer des convenances, de bonnes manières en usage dans un groupe social ». Il décline même le terme en civilité riche et civilité minimale.
Selon Frédéric Rouvillois « La politesse est une vertu nécessaire dans notre monde nombriliste ».
Le sociologue Erving Goffman, dans son ouvrage La Mise en scène de la vie quotidienne, établit un vocabulaire des accidents de civilité. Ces accidents peuvent devenir volontaires, si un individu ou un groupe d'individus les utilisent pour paraitre sincères. On trouve ici le faux pas : c'est un acte intentionnel, mais dont la conséquence est mal évaluée. Un faux pas peut devenir une gaffe ou une bourde, selon le niveau d'erreur. S'il a des conséquences, non seulement pour la personne à son origine, mais encore pour le groupe auquel elle appartient, on parle d'impair, ou de mettre les pieds dans le plat. Lorsque l'auteur, l'autrice, fait exprès de créer une situation embarrassante, on dit alors qu'il fait une scène, expression très heureuse. Cela survient lorsque des membres de l'équipe sont fatigués de l'absurdité de ce qu'ils disent habituellement. On dit aussi en tel cas que l'on prend son courage à deux mains, ou que l'on s'explique, ou que l'on remet les choses à leur place. Le dernier chapitre des romans policiers fonctionne souvent de cette façon.

## Règles de civilité dans différentes cultures
- Au Danemark, le tutoiement est fréquent. Il est considéré comme normal.
- Aux États-Unis, ne pas se servir soi-même est une offense faite à l'hôte.
- Dans l'ensemble du monde, arriver en retard est considéré comme impoli.

## Évolution des règles de civilité
Les règles de civilité en Europe tirent leur origine des règles de la courtoisie chevaleresque médiévale. Celles-ci étaient élémentaires (ne pas cracher à table, s'essuyer les mains après s'être mouché dans ses doigts…) et ne s'appliquaient qu'à la classe sociale supérieure, c'est-à-dire à la noblesse guerrière. À partir de la Renaissance, la montée en puissance de la bourgeoisie a conduit l'aristocratie à tenter de se différencier davantage des autres classes sociales. Elle a pour cela tâché de gommer les fonctions naturelles de l'homme de sa vie sociale, et introduit de nombreuses règles : utilisation de fourchettes pour manger, de mouchoirs pour se moucher, de crachoirs pour expectorer, de chemises de nuit pour dormir… Ces nouvelles règles ont ensuite été adoptées et modifiées par la bourgeoisie, puis par l'ensemble de la société.
Cette évolution des règles de civilité se reflète dans les textes écrits sur ce thème à destination de l'enseignement scolaire sur diverses époques. Ainsi, Érasme est l’auteur d’un manuel de Savoir-vivre à l’usage des enfants, aussi connu sous le nom de La Civilité puérile (De civilitate morum puerilium, 1530), destiné au prince Henri de Bourgogne. Cet ouvrage, qui a servi de référence pendant plusieurs générations, donne un bon témoignage de l’état des mœurs dans l’Europe du XVe siècle. En 1702 paraît le livre de Jean-Baptiste de La Salle : Les Règles de la bienséance et de la civilité chrétienne tandis qu'Henri Bergson prononce un discours sur La Politesse au lycée de Clermont-Ferrand en 1885. Ces trois publications sont réunies dans l'ouvrage de Jean-Pierre Seguin : La bienséance, la civilité et la politesse enseignées aux enfants,.

## Le titre de civilité en droit

### En France
Le titre de civilité, à la différence du sexe, ne fait pas partie de l'état civil. Sa suppression peut être demandée dans les documents bancaires.
La circulaire du Premier ministre François Fillon, du 21 février 2012, a demandé aux administrations de renoncer à l’emploi du terme « Mademoiselle » dans les formulaires administratifs et les correspondances avec leurs administrées et de privilégier à la place le terme « Madame »,.